# 遠藤嘉人
遠藤 嘉人（えんどう よしと、1981年1月7日 - ）は、日本の元俳優。現在は歌手、デザイナー。

## プロフィール
- 身長・体重　170cm・52Kg
- 血液型　O型
- 出身地　神奈川県鎌倉市
- 趣味・特技　ピアノ、英会話、スポーツ、バイク

## 略歴
- 2005年、音楽活動に専念したいために所属事務所との契約を満了。
- 「AMBER DUST」というバンドのメンバーとして音楽活動をしていたが、2006年10月28日のイベントをもって解散した。
- 現在は音楽活動を中心にしており、「LAST REUNION」というバンドのメンバーとして音楽活動中。「AMBER DUST」のyst、kimisato、いっくんAMBERDUSTのサポートドラマーを務めていたryuujiの4人で「LAST REUNION」を新規結成。
- 2008年より、Webデザイナーとして活動を開始、2012年現在は独立し、多岐に渡りデザイナーとして活動している。

## 出演

### テレビドラマ
- 美少女戦士セーラームーン  （2003年 - 2004年、TBS） - ゾイサイト 役
- Sh15uya 第8話（2005年、テレビ朝日） - サンドイッチマン 役
- 警視庁捜査一課9係 シーズン3　第6話（2008年5月21日、テレビ朝日） - 児玉晃二 役